# Lee Yong-rae
Lee Yong-rae (Daejeon, Corea del Sur; 17 de abril de 1986) es un futbolista de Corea del Sur que juega en la posición de centrocampista con el Daegu FC de la K League 1.

## Carrera

### Club
| Periodo   | Club                       | Apariciones | Goles |
| --------- | -------------------------- | ----------- | ----- |
| 2009–2010 | Gyeongnam FC               | 53          | 10    |
| 2011–2017 | Suwon Samsung Bluewings    | 71          | 3     |
| 2014–2015 | → Ansan Police FC (armada) | 32          | 3     |
| 2017–2020 | Chiangrai United           | 59          | 2     |
| 2021–     | Daegu FC                   | 30          | 0     |

### Selección nacional
Jugó para Corea del Sur en 17 ocasiones de 2010 a 2011 y participó en la Copa Asiática 2011.

## Logros

### Club
- Liga de Tailandia (1): 2019
- Copa de Tailandia (1): 2018
- Copa de la Liga de Tailandia (1): 2018
- Copa de Campeones de Tailandia (2): 2018, 2020

### Individual
- Equipo ideal de la K League 1 en 2014